# Primärer Kopfschmerz bei sexueller Aktivität
Primärer Kopfschmerz bei sexueller Aktivität (veraltet: Sexualkopfschmerz, benigner Orgasmuskopfschmerz, Koituscephalgie) bezeichnet Schmerzen, die während oder kurz vor dem Orgasmus auftreten. Meist beginnen die Schmerzen im Nacken, schießen zur Stirn und klingen danach aus. Die Ursache ist bisher ungeklärt. Migräne-Patienten sind besonders häufig betroffen. Mehrheitlich leiden Männer unter dieser Erkrankung.
Benigne Sexualkopfschmerzen müssen von solchen Kopfschmerzen unterschieden werden, die zwar auch beim Sex auftreten, denen jedoch eine intrakranielle Ursache wie Hirnblutung oder Schlaganfall zu Grunde liegt. So wird geschätzt, dass im Falle von Subarachnoidalblutungen diese in 4–11 % aller Fälle während sexueller Aktivität auftreten.

## Therapie
Ein Abbruch der sexuellen Aktivität bei Auftreten erster Symptome kann bei ca. 40 % eine weitere Zunahme der Kopfschmerzen verhindern und ist insbesondere für den Präorgasmuskopfschmerz als erfolgreiche Präventionsmaßnahme anzuraten. Solange ein leichterer Nachschmerz besteht, erscheint das Risiko einer erneuten Kopfschmerzattacke bei erneuter sexueller Aktivität besonders hoch, so dass für diesen Zeitraum sexuelle Inaktivität zu empfehlen ist. Für Patienten mit länger anhaltenden Kopfschmerzphasen mit wiederholten Attacken besteht die Indikation für eine medikamentöse Therapie.